# Gerry
Gerry (em inglês:  Gerry) é um filme estadunidense de 2002 realizado por Gus Van Sant e protagonizado por Matt Damon e Casey Affleck. Com locações na Argentina, Estados Unidos e Jordânia, foi produzido por Danny Wolf.

## Sinopse
Dois jovens companheiros, ambos chamados Gerry, fazem uma caminhada com um objectivo misterioso, seguindo um trilho selvagem. Após algum tempo de marcha, acabam por se desinteressar pela "coisa" que procuravam e decidem voltar para trás, mas logo se apercebem que estão perdidos num terreno hostil.

## Prémios e nomeações
Toronto International Film Festival
- 2002 - Recebeu o prémio Visions Award - Special Citation

New York Film Critics Circle Awards
- 2003 - Recebeu o prémio 	NYFCC Award na categoria de "Melhor Realizador"

Locarno International Film Festival
- 2002 - Nomeado para as categorias de "Melhor Realizador"

Independent Spirit Awards
- 2003 - Nomeado para as categorias de "Melhor Fotografia" e "Melhor Realizador"